# Mario Stua
Mario Stua (Diano Marina, 10 gennaio 1916 – Livorno, 28 marzo 1982) è stato un calciatore e allenatore di calcio italiano, di ruolo attaccante o centrocampista.
Attivo negli anni precedenti e successivi alla Seconda guerra mondiale, militò in Serie A con le maglie di Livorno e Como.

## Carriera

### Giocatore
Nato in Liguria ma di origine triestino, dopo due anni in I Divisione Pugliese e Serie C con il Manfredonia (arrivato in Puglia grazie al suo maestro Pietro Piselli), nel 1937 viene ceduto al Livorno, neopromosso in Serie A.
Dopo due annate nelle quali trova progressivamente spazio in prima squadra e terminate con la retrocessione in Serie B degli amaranto, nella stagione 1939-1940 disputata fra i cadetti forma con Vinicio Viani una coppia d'attacco che va a segno 53 volte (35 Viani, capocannoniere del torneo e 18 Stua) sulle 63 complessive di squadra, e contribuisce all'immediato ritorno in Serie A della squadra.
Nei successivi tre anni in Toscana arretra progressivamente la sua posizione in campo, da seconda punta a interno-regista; il numero delle realizzazioni scende (15 in tre anni). Nel 1942-1943, in particolare, è protagonista con 30 presenze su 30 e 8 reti della stagione che porta il Livorno a sfiorare lo scudetto, superato di un punto dal Grande Torino.
Durante l'interruzione dei campionati per la Seconda guerra mondiale, Stua rientra in Venezia Giulia e disputa il Campionato Alta Italia 1944, nelle file dell'Ampelea di Isola d'Istria, che giunge alle semifinali interregionali dove viene superata solo dal Venezia.
Alla fine della guerra Stua torna a Livorno per disputare, con la società ribattezzata Pro Livorno, il campionato 1945-1946, qualificandosi al girone finale concluso poi al settimo posto.
Resta coi toscani per altri due campionati da titolare in Serie A, quindi nell'estate 1948 si trasferisce al Como, in Serie B. I lariani, col contributo di Stua in regia (va a segno inoltre 10 volte) vincono il torneo conquistando per la prima volta la promozione in Serie A con quattro giornate di anticipo, e contribuendo attivamente, con 36 presenze e 7 reti, nella stagione 1949-1950, al sesto posto finale, miglior risultato in assoluto della storia dei lariani.
Resta a Como per altre due stagioni, per poi concludere la carriera con la maglia del Cantù.
Con 177 presenze e 29 reti in Serie A è il detentore del record di presenze in massima serie con la maglia del Livorno.
Ha complessivamente totalizzato 221 presenze e 37 reti in Serie A nonché 74 presenze e 28 reti in Serie B.

### Allenatore
Terminata la carriera da calciatore, intraprende quella di tecnico, nella stagione 1953-1954 al Teramo, ricoprendo il doppio ruolo di allenatore-giocatore. Guida anche il Perugia nel campionato 1955-1956, e l'Avellino nelle prime 12 giornate della stagione 1957-1958.

## Palmarès

### Giocatore

#### Competizioni nazionali
- Serie B: 1

Como: 1948-1949